# Ángela de Cárdenas y de Velasco
Doña Ángela de Cárdenas y de Velasco (? – Cardona, 1576.) bila je španjolska plemkinja koja je brakom postala vojvotkinja Segorbea i Cardone, barunica Entençe, markiza Pallarsa Sobire, vikontesa Villamura te grofica Pradesa i Empúriesa.

## Obitelj
Njezini su roditelji bili Doña Izabela de Velasco y Guzmán i njezin muž, Don Bernardino de Cárdenas y Pacheco.
Ángela se udala za Don Franju od Cardone, ali nisu imali djece te je tako Franju naslijedila njegova mlađa sestra, Doña Ivana II. od Empúriesa.

## Smrt i pokop
1576. Ángela je umrla u Cardoni te je prvo pokopana u katedrali u Segorbeu, ali su njezine kosti kasnije prenijete u samostan Poblet.